# Мітчелл (Вісконсин)
Мітчелл (англ. Mitchell) — місто (англ. town) в США, в окрузі Шебойґан штату Вісконсин. Населення — 1900 осіб (2020).

## Демографія
Згідно з переписом 2010 року, у місті мешкало 2335 осіб у 464 домогосподарствах у складі 347 родин. Було 489 помешкань
Расовий склад населення:
| - 75,4 % — білих - 21,7 % — чорних або афроамериканців - 1,6 % — корінних американців - 0,4 % — вихідців з тихоокеанських островів - 0,2 % — азіатів |

До двох чи більше рас належало 0,6 %. Частка іспаномовних становила 0,9 % від усіх жителів.
За віковим діапазоном населення розподілялося таким чином: 10,3 % — особи молодші 18 років, 82,5 % — особи у віці 18—64 років, 7,2 % — особи у віці 65 років та старші. Медіана віку мешканця становила 37,3 року. На 100 осіб жіночої статі у місті припадало 314,7 чоловіків;  на 100 жінок у віці від 18 років та старших — 376,1 чоловіків також старших 18 років.
Середній дохід на одне домашнє господарство  становив 86 287 доларів США (медіана — 73 583), а середній дохід на одну сім'ю — 90 917 доларів (медіана — 79 167). Медіана доходів становила 49 875 доларів для чоловіків та 43 472 долари для жінок. За межею бідності перебувало 4,5 % осіб, у тому числі 4,1 % дітей у віці до 18 років та 3,4 % осіб у віці 65 років та старших.
Цивільне працевлаштоване населення становило 618 осіб. Основні галузі зайнятості: виробництво — 31,2 %, освіта, охорона здоров'я та соціальна допомога — 13,8 %, роздрібна торгівля — 12,5 %, будівництво — 11,3 %.